# قطمة (منبج)
قطمة قرية سوريّة تتبع إداريّاً لمحافظة حلب منطقة منبج ناحية أبو كهف، بلغ تعداد سكانها 497 نسمة حسب التعداد السكاني لعام 2004.